# Radetzkymarsch (Roman)

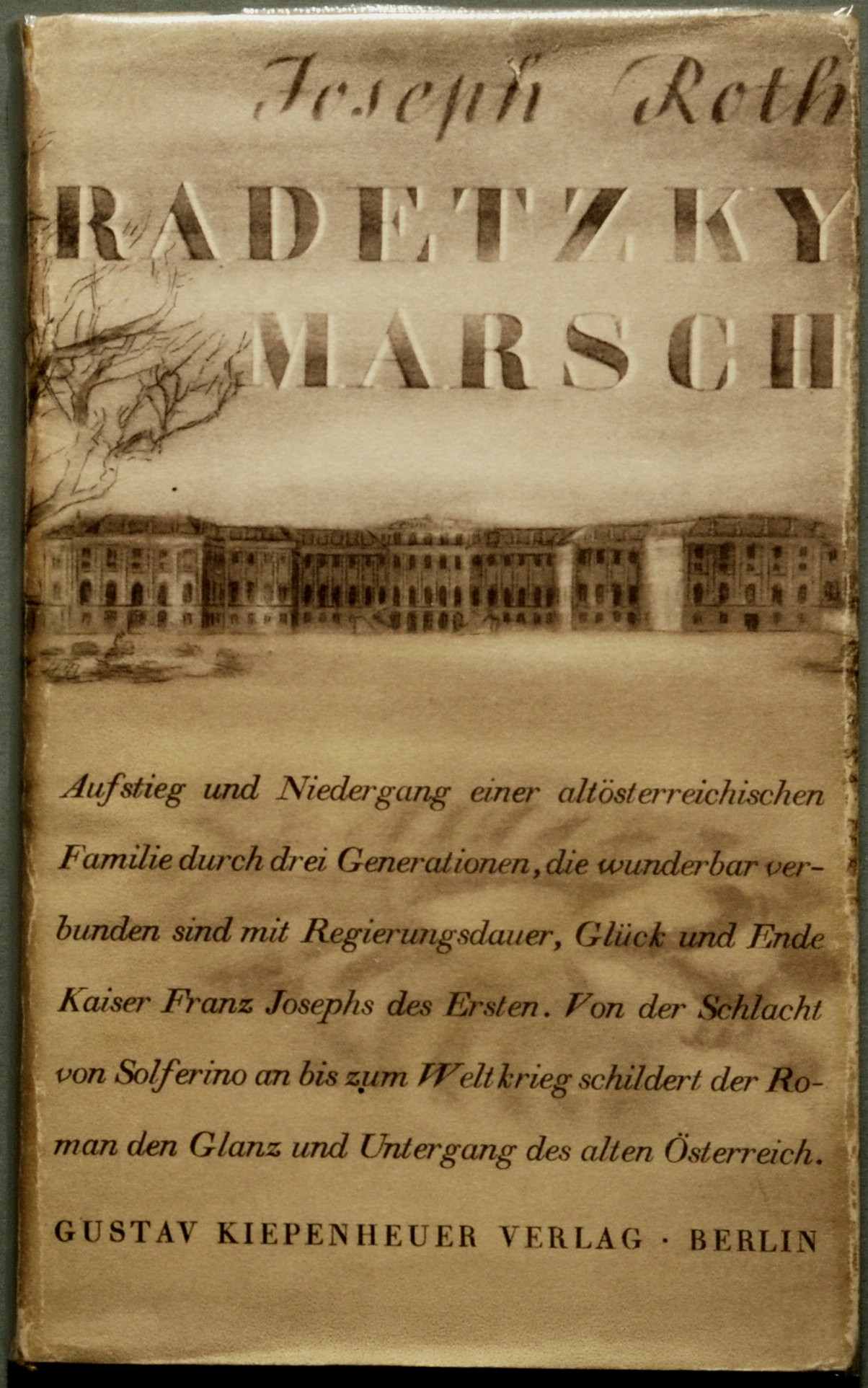
Erstausgabe

Radetzkymarsch ist ein Roman des österreichischen Autors Joseph Roth. Er erschien 1932 in Berlin im Verlag Kiepenheuer, nachdem er zuvor in der Frankfurter Zeitung als Fortsetzungsroman veröffentlicht worden war.
In Form einer drei Generationen umspannenden Familiengeschichte beschreibt Roth den Zerfall der Doppelmonarchie. Der Titel des Romans bezieht sich auf den gleichnamigen Marsch von Johann Strauss (Vater) aus dem Jahr 1848, der sich symbolhaft durch die Handlung zieht. Auf die Handlung von Radetzkymarsch verweist auch Roths 1938 erschienener Roman Die Kapuzinergruft.

## Entstehung

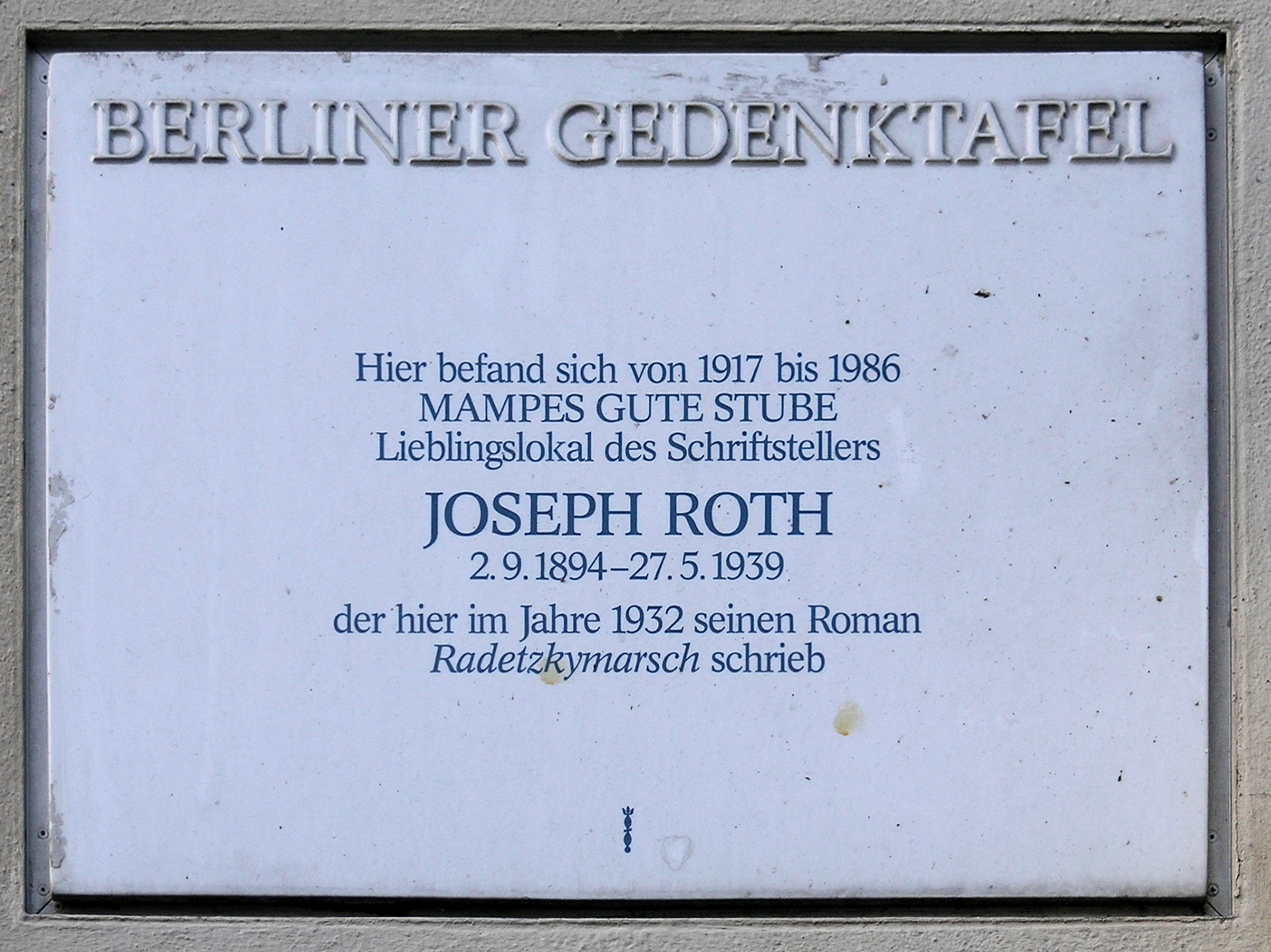
Berliner Gedenktafel am Ort von „Mampe’s guter Stube“ am Kurfürstendamm 14

Zur Entstehung des Romans teilt der Verleger Wolf Jobst Siedler mit: „In den letzten Monaten vor der Machtergreifung der Nationalsozialisten [Januar 1933] hatte Joseph Roth monatelang [in Berlin] an einem bestimmten Tisch in Mampes Guter Stube gesessen, hier hatte er grosse Teile seines Radetzkymarschs geschrieben, und seine Trauer über den Untergang Habsburgs und des uralten Kaisers war wohl die Trauer über den Untergang des alten Europa.“
Tatsächlich geschrieben hat Roth diesen Roman, wie sich aus seinen Briefen rekonstruieren lässt, ab Herbst 1930 bei Freunden (u. a. Stefan Zweig) und in Hotels in Frankfurt a. M., Berlin, Paris, Baden-Baden und im französischen Antibes. Die Arbeit konnte im Sommer 1932 abgeschlossen werden. Die ersten Exemplare der Buchausgabe erschienen Ende August/Anfang September 1932 in Berlin.

## Inhalt
Joseph Roth erzählt in Radetzkymarsch die Geschichte der dem Kaiserhaus der Habsburger schicksalhaft verbundenen Familie Trotta. Die Erzählung vom Niedergang der unerwartet in den Adelsstand aufgestiegenen österreichischen Familie wird mit der krisenhaften Entwicklung und dem Verfall der Habsburgermonarchie parallelisiert und verknüpft.

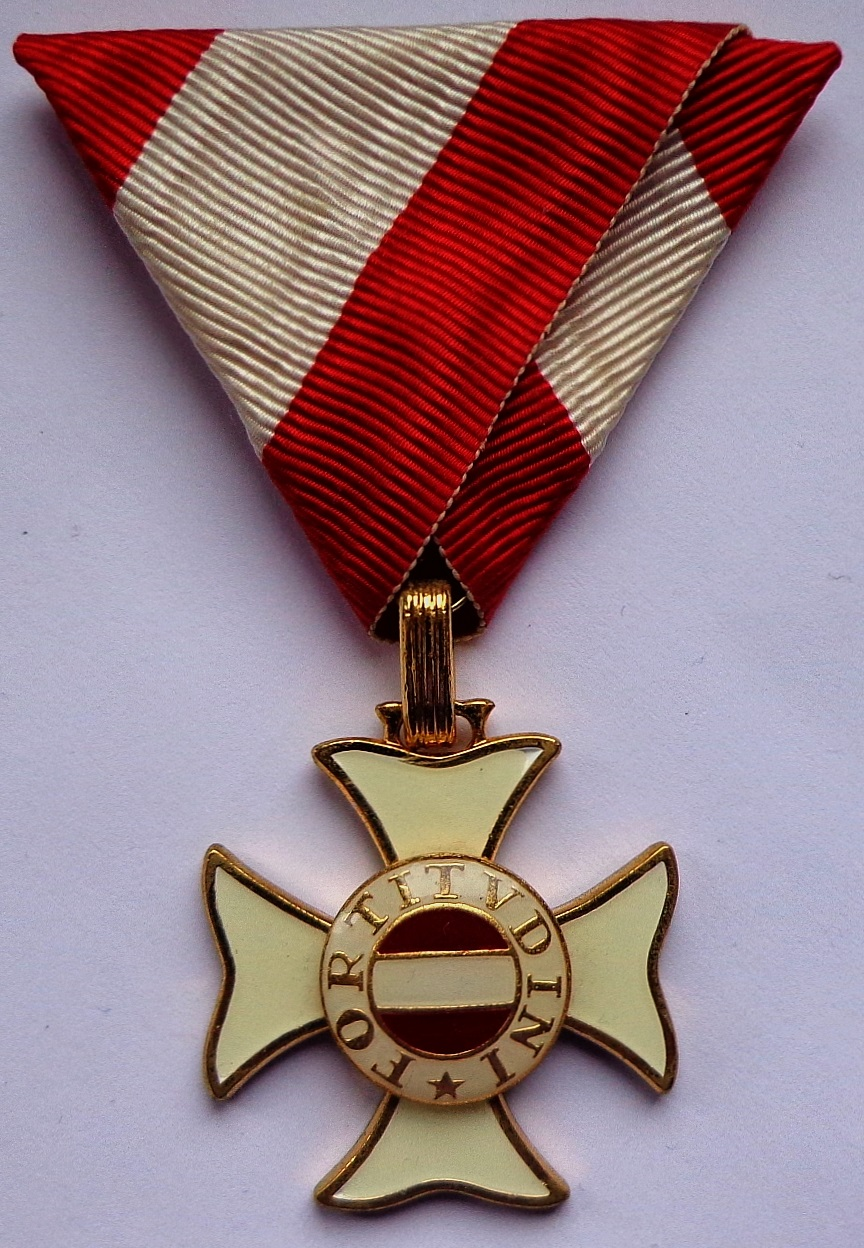
Ritterkreuz des Militär-Maria-Theresien-Ordens

Aus einer ärmlichen Bauernfamilie im slowenischen Dorf Sipolje rückt ein Trotta in der Armee zum Rechnungs-Unteroffizier und später zum Gendarmerie-Wachtmeister auf. Nachdem er im Kampf mit bosnischen Schmugglern ein Auge verloren hat, lebt er als Militärinvalide und Parkwächter des Schlosses Laxenburg bei Wien. Seinem Sohn Joseph eröffnet er eine Offizierslaufbahn; dieser bringt es zunächst zum Leutnant der Infanterie. In der Schlacht von Solferino rettet Leutnant Joseph Trotta unter Einsatz seines Lebens dem jungen Kaiser Franz Joseph I. das Leben. Als „Held von Solferino“ wird er dafür mit dem Militär-Maria-Theresien-Orden ausgezeichnet, als „Joseph Trotta von Sipolje“ in den Adelsstand erhoben und zum Hauptmann befördert.
Er verlässt damit unwiderruflich den Weg seiner bäuerlichen Vorfahren und wird „zum Ahnherrn eines neuen Geschlechtes“.
Nachdem der Hauptmann im Schulbuch seines Sohnes zufällig eine heroisierende Darstellung der Schlacht von Solferino entdeckt und sich darüber – zunächst ohne Erfolg – sogar beim Kaiser beschwert hat, wird er zwar in den Freiherrenstand erhoben, verlässt aber verbittert die Armee und zieht sich nach Mähren zurück. Seinem Sohn, Franz Freiherrn von Trotta und Sipolje, verbietet er eine Karriere beim Militär. Dieser schlägt stattdessen eine zivile Beamtenlaufbahn ein und wird schließlich durch die Gunst des Kaisers zum Bezirkshauptmann in der mährischen Stadt W. ernannt.
Bei Carl Joseph Trotta von Sipolje, dem Sohn des Bezirkshauptmanns, ist von der knorrigen Stärke des „Helden von Solferino“ nichts übrig geblieben. Weder ein schneidiger Soldat wie der Großvater, noch ein kaisertreuer Beamter wie der Vater, ist Carl Joseph ein äußerst weicher und feinfühliger Charakter, der die Offizierslaufbahn nicht aus eigenem Entschluss einschlägt, sondern weil er von seinem Vater dazu bestimmt wird. Der junge Mann will eigentlich kein Soldat sein, doch folgt er gemäß dem Ethos der Pflichterfüllung dem Auftrag seiner Familie.
Eine Affäre mit der jungen Ehefrau des Gendarmerie-Wachtmeisters Slama, die Carl Joseph während eines Heimatbesuchs verführt hat, endet erschütternd, als die Frau an der Geburt eines Kindes stirbt. Der junge Leutnant fühlt sich schuldig an ihrem Tod und erlebt obendrein die Peinlichkeit, als ihm der betrogene Ehemann und Witwer beim Kondolenzbesuch die Liebesbriefe zurückgibt, die er der Frau geschickt hatte.
So vorbelastet rückt er ein in die Kavallerie-Kaserne in W., wo er seinen Dienst als Leutnant beginnt. Er befreundet sich mit dem Regimentsarzt Max Demant, der ebenso wie Carl Joseph von den gemeinsamen Bordellbesuchen, die der vorherrschende Korpsgeist den Offizieren abverlangt, angewidert ist.
Als Carl Joseph eines Abends die Frau Demants nach ihrem Theaterbesuch nach Hause begleitet, wie es die Höflichkeit von ihm verlangt, und er unvorsichtigerweise mit ihr am Offizierskasino vorbeigeht, wird er von Rittmeister Tattenbach gesehen, der sofort Untreue wittert und Max Demant so lange damit verhöhnt, bis dieser Genugtuung verlangen muss. Beim Duell sterben beide, und Carl Joseph fühlt sich erneut schuldig.
Er lässt sich daraufhin zu einem Infanterie-Bataillon im entferntesten Osten des Kaiserreichs, knapp vor der russischen Grenze, versetzen. Der Ort der Garnison wird einmal mit „B.“ bezeichnet, ein Hinweis auf Brody, den Geburtsort Joseph Roths, auf den auch die im Roman geschilderte Anlage der Stadt passt.
In der Tristesse der Grenzgarnison verfällt Carl Joseph dem Alkohol. Für seinen spielsüchtigen Hauptmann bürgt er für Spielschulden, die immer mehr anwachsen. Als der Gläubiger seine Forderung anmeldet, die Carl Joseph nicht erfüllen kann, droht ihm die unehrenhafte Entlassung aus der Armee. Sein Vater kann mit Berufung auf den „Helden von Solferino“ eine Audienz beim greisen Kaiser erwirken, der die Sache niederschlägt.
Anschaulich und facettenreich wird die Dekadenz des Offiziersstandes dem Untergang der Donaumonarchie und des Kaiserhauses gleichgestellt. Wie am Anfang des Aufstiegs einer Familie der Einsatz eines Menschenlebens für den Kaiser gestanden ist, steht am Ende ein Opfergang für die namenlosen Kameraden: Carl Joseph fällt im Ersten Weltkrieg beim Versuch, Wasser für seine Soldaten zu holen. Der adelige Zweig der Familie Trotta erlischt mit ihm. Zwei Jahre später (am Tag der Beisetzung Kaiser Franz Josephs) stirbt auch der Bezirkshauptmann.
Ein Nachkomme des eingangs erwähnten Parkwächters von Schloss Laxenburg ist auch der bürgerliche Franz Ferdinand Trotta, den Joseph Roth zur Hauptperson seines 1938 erschienenen Romans Die Kapuzinergruft machte. Sein Großvater war ein Bruder des „Helden von Solferino“.

## Zitate
- Die Trottas waren ein junges Geschlecht. Ihr Ahnherr hatte nach der Schlacht bei Solferino den Adel bekommen. Er war Slowene. Sipolje – der Name des Dorfes, aus dem er stammte – wurde sein Adelsprädikat. Zu einer besondern Tat hatte ihn das Schicksal ausersehn. Er aber sorgte dafür, dass ihn die späteren Zeiten aus dem Gedächtnis verloren.
- „Es war damals anders“, erwiderte Skowronnek. „Nicht einmal der Kaiser trägt heute die Verantwortung für seine Monarchie. Ja, es scheint, dass Gott selbst die Verantwortung für die Welt nicht mehr tragen will. Es war damals leichter! Alles war gesichert. Jeder Stein lag auf seinem Platz. Die Strassen des Lebens waren wohl gepflastert. Die sicheren Dächer lagen über den Mauern der Häuser. Aber heute, Herr Bezirkshauptmann, heute liegen die Steine auf den Strassen quer und verworren und in gefährlichen Haufen, und die Dächer haben Löcher, und in die Häuser regnet es, und jeder muss selber wissen, welche Strasse er geht und in was für ein Haus er zieht.“
- Mit großer Anstrengung brachte Herr von Trotta noch die Frage zustande: „Ich verstehe nicht! Wie sollte die Monarchie nicht mehr dasein?“
- „Natürlich!“ erwiderte Chojnicki, „wörtlich genommen, besteht sie noch. Wir haben noch eine Armee“ – der Graf wies auf den Leutnant – „und Beamte“ – der Graf zeigte auf den Bezirkshauptmann. „Aber sie zerfällt bei lebendigem Leibe. Sie zerfällt, sie ist schon verfallen! Ein Greis, dem Tode geweiht, von jedem Schnupfen gefährdet, hält den alten Thron, einfach durch das Wunder, dass er auf ihm noch sitzen kann. Wie lange noch, wie lange noch? Die Zeit will uns nicht mehr! Diese Zeit will sich erst selbständige Nationalstaaten schaffen! Man glaubt nicht mehr an Gott. Die neue Religion ist der Nationalismus. Die Völker gehn nicht mehr in die Kirchen. Sie gehn in nationale Vereine. Die Monarchie, unsere Monarchie, ist gegründet auf der Frömmigkeit: auf dem Glauben, dass Gott die Habsburger erwählt hat, über soundso viel christliche Völker zu regieren. Unser Kaiser ist ein weltlicher Bruder des Papstes, es ist Seine K. u. K. Apostolische Majestät, keine andere wie er apostolisch, keine andere Majestät in Europa so abhängig von der Gnade Gottes und vom Glauben der Völker an die Gnade Gottes. Der deutsche Kaiser regiert, wenn Gott ihn verläßt, immer noch; eventuell von der Gnade der Nation. Der Kaiser von Österreich-Ungarn darf nicht von Gott verlassen werden. Nun aber hat ihn Gott verlassen!“
- „Sehen Sie!“ sagte Chojnicki, „dies ist die Zeit der Elektrizität, nicht der Alchimie. Der Chemie auch, verstehen Sie! Wissen Sie, wie das Ding heißt? Nitroglyzerin“, der Graf sprach jede einzelne Silbe getrennt aus. „Nitroglyzerin!“ wiederholte er. „Nicht mehr Gold! Im Schloß Franz Josephs brennt man oft noch Kerzen! Begreifen Sie? Durch Nitroglyzerin und Elektrizität werden wir zugrunde gehn! Es dauert gar nicht mehr lang, gar nicht mehr lang!“
- Und kurz und gut: Es gab niemals im Lauf des langweiligen Tages eine Gelegenheit, keinen Schnaps zu trinken. Es gab im Gegenteil manche Nachmittage und manche Abende, an denen es geboten war, Schnaps zu trinken.

## Bedeutung
Radetzkymarsch gilt allgemein als Roths bedeutendster Roman. Kritiker Marcel Reich-Ranicki zählt ihn zu den zwanzig wichtigsten Romanen in deutscher Sprache. Ursachen des politischen Scheiterns der Habsburgermonarchie, aus Roths Sicht der frühen 1930er Jahre im Roman aufgezeigt, fasst Wilhelm von Sternburg zusammen.
Der renommierte ungarische Literaturhistoriker Georg Lukács würdigte das Werk 1939 in einer Moskauer Zeitschrift als „eines der künstlerisch geschlossensten und überzeugendsten der neueren deutschen Literatur“. Volker Weidermann schrieb 2004 in der FAZ: „Joseph Roths Radetzkymarsch ist natürlich nicht einfach nur mein Lieblingsbuch. Es ist das schönste Buch der Welt. Das traurigste. Sentimentalste. Wundersamste. Es ist ein Wunder.“
Am 26. Oktober 2007 stellte André Heller in der ZDF-Sendung Lesen! den Roman als sein persönliches Lieblingsbuch vor.
Für den Schriftsteller Mario Vargas Llosa ist Roths Radetzkymarsch „the best political novel ever written“.
Bereits für die Zeit vor dem Zweiten Weltkrieg sind Übertragungen in fremde Sprachen nachweisbar. So erschien zum Beispiel Radetzky March jeweils in der Übersetzung von Geoffrey Dunlop 1933 bei Viking Press in den USA und 1934 bei Heinemann in London (2002 neu übersetzt von Michael Hofmann) sowie 1939 in russischer Übersetzung von Natalia Mann in der Sowjetunion. Zudem promovierten ausländische Wissenschaftler über das Buch, zum Beispiel Lilia Basirewa anno 1985 in Leningrad mit der Dissertation „Der Roman Radetzkymarsch von Joseph Roth und die Probleme des ‚habsburgischen Mythos‘“.

## Trivia
Nur selten werden Örtlichkeiten beim Namen genannt, oder genannte Orte sind fiktiv. Der slowenische Ort Sipolje, der auch zum Territorialprädikat des Adelstitels wurde, ist fiktiv. Die mährische Bezirkshauptstadt, in der Franz Freiherr von Trotta und Sipolje Bezirkshauptmann wird, wird nur mit W. bezeichnet. Das Kürzel sowie topografische Details deuten auf die mährische Kleinstadt Wischau; diese war Zentrum einer deutschen Sprachinsel und seit 1862 Sitz einer Bezirkshauptmannschaft. Die Ausbildung von Carl Joseph erfolgte in der tatsächlich existierenden Kavalleriekadettenschule Mährisch Weißkirchen. Das Ulanen-Regiment Nr. 10, in das Carl Joseph ausgemustert wurde, existiert nicht. Das Infanterieregiment ist in der Stadt B., nur 14 Kilometer von der russischen Grenze, stationiert. Roth spielt hier auf seinen Geburtsort Brody an.
Der weise Dr. Skowronnek hat große Ähnlichkeiten mit Dr. Josef Löbel, einem Frauenarzt und Medizinschriftsteller, der mit Roth befreundet war und in der Wiener Kulturszene gut bekannt war. Im Sommer arbeitet er oft monatelang im böhmischen Franzensbad als Badearzt, weshalb er auch als Dr. Löbel-Franzensbad auftrat. Der 1882 geborene Arzt brachte sich 1942 in Prag um, nachdem seine Frau nach Theresienstadt deportiert worden war und ihm dies ebenfalls drohte.

## Dramatisierungen
Es gibt mehrere Bühnenfassungen von Roths Werk:
- Bühnenfassung von Caspar Neher und Egon Monk[11]
- Bühnenfassung von Heinz Gerstinger und Erich Margo (Volkstheater Wien, Oktober 1976)[11]
- Bearbeitung von Helmut Peschina (Festspiele Reichenau, Juli 2005)[12]
- Dramatisierung von Alexander Waechter (Festival Attersee Klassik, 2017, danach auch in Wien)
- Bearbeitung von Koen Tachelet (Burgtheater, Dezember 2017)[13]
- Dramatisierung von Elmar Goerden (Theater in der Josefstadt, Mai 2019)

## Hörspiel
1962 wurde der Roman als dreiteiliges Hörspiel von WDR und SWF in der Bearbeitung und unter der Regie von Gert Westphal produziert. In den Hauptrollen: Klausjürgen Wussow als Erzähler und Bernhard Wilfert, Johannes von Spallart und Matthias Fuchs als Major Joseph, Bezirkshauptmann Franz und Leutnant Carl Joseph von Trotta.

## Verfilmungen
Radetzkymarsch wurde 1964 unter der Regie von Michael Kehlmann mit Helmut Lohner in der Hauptrolle verfilmt, siehe Radetzkymarsch (1965).
Im Jahr 1995 verfilmte Axel Corti den Roman als Dreiteiler, siehe Radetzkymarsch (1995).
Eine filmische Hommage lieferte Jem Cohen 2007 mit seinem Auftragswerk für das Wiener Filmfestival Viennale unter dem Titel Empires of Tin.

## Vertonung
Daniel Besnehard erstellte aus dem Roman ein Libretto, welches vom französischen Komponisten René Koering vertont und am 4. Oktober 1988 unter dem Titel La Marche de Radetzky an der Opéra du Rhin in Straßburg uraufgeführt wurde.
Evgeni Orkin komponierte die Sinfonische Dichtung Radetzkymarsch Op.94 für einen Sprecher, Klarinette und Sinfonieorchester und verwendete dafür mehrere Textpassagen des Romans. Die Uraufführung fand am 12. Januar 2025 mit dem Kyiv Symphony Orchestra unter Leitung von Oksana Lyniv in der Neuen Synagoge in Düsseldorf statt.

## Ausgaben
- Radetzkymarsch. Roman. 1.–12. Tausend. Gustav Kiepenheuer Verlag, Berlin 1932.

- Radetzkymarsch. Kiepenheuer & Witsch, Köln 2005, ISBN 3-462-03462-6.
- Radetzkymarsch. Dtv, München 1998, ISBN 3-423-12477-6.
- Radetzkymarsch, Diogenes Hörbuch, 2007, ISBN 978-3-257-80159-0, gelesen von Michael Heltau (vollständige Fassung, 17:21 Std.; seit 2010 auch bei Audible).[16]
- Radetzkymarsch. Gebundene Ausgabe nach der Erstausgabe von 1932. Manesse, Zürich 2010, ISBN 978-3-7175-2218-8.
- Radetzkymarsch. Nach der ersten Buchausgabe von 1932 (1.–12. Tausend), mit ausgewählten Varianten, Kommentar und Nachwort. Hrsg. von Werner Bellmann. Reclam, Stuttgart 2010, ISBN 978-3-15-010752-2 (gebundene Ausgabe), ISBN 978-3-15-018533-9 (Reclams Universal-Bibliothek 18533), ISBN 978-3-15-011125-3 (Reclams Universal-Bibliothek 11125; Jubiläumsausgabe, Hardcover).
- Radetzkymarsch, DAV Hörbuch, 2015, ISBN 978-3-86231-640-3, gelesen von Werner Kreindl (vollständige Fassung, 16:01 Std.; produziert 1975 für den Hessischen Rundfunk).
- Radetzkymarsch. Mit Kommentar und Nachwort hrsg. von Werner Bellmann. Stuttgart 2024 (Reclam Taschenbuch), ISBN 978-3-15-020741-3.